# Station Långsele
Långsele is een station in de gelijknamige plaats in de Zweedse provincie Västernorrlands län. 

## Geschiedenis
Het station werd op 1 oktober 1886 geopend bij het centrum van Långsele naast de ronde locomotiefloods met een draaischijf aldaar. Het ligt bij de aansluiting van de Ådalsbanan op de Stambanan Norrland ongeveer 162 km ten noorden van Ånge en 14 km ten zuiden van Forsmo waar een zijlijn naar de Inlandsbanan aftakt. Treinen op de spoorlijn Forsmo-Hoting hadden normaal gesproken hun zuidelijke eindpunt in Långsele. Na de opening van de Botniabanan langs de kust ten zuiden van Umeå nam het belang van Långsele af voor het reizigersverkeer. 
| Lijn                      | Deeltraject        | Opening         | Einde reizigersdienst! |
| ------------------------- | ------------------ | --------------- | ---------------------- |
| Stambanan Norrland        | Bräcke–Långsele    | 1 oktober 1886  | 8 juni 2013            |
| Stambanan Norrland        | Långsele-Vännas    | 1 oktober 1891  | 8 juni 2013            |
| Ådalsbanan                | Sollefteå-Långsele | 1 oktober 1886  | 8 juni 2013            |
| Spoorlijn Forsmo - Hoting | Långsele-Hoting    | 3 december 1925 | 2 juni 1985            |

## Treinverkeer

### Goederen
Sinds 1997 is er geen vrachtverkeer meer van/naar Långsele, maar het station wordt gebruikt door goederentreinen op de Stambanan Norrland, de Ådalsbanan en de spoorlijn Forsmo-Hoting.

### Reizigers
De lijnen door Långsele kennen geen reizigerstreinen meer in de normale dienst. De lijnen worden echter nog wel gebruikt als er verstoringen of werkzaamheden zijn op de Botniabanan waardoor de nachttreinen dan ook Långsele passeren.